# Antic molí de la Verneda

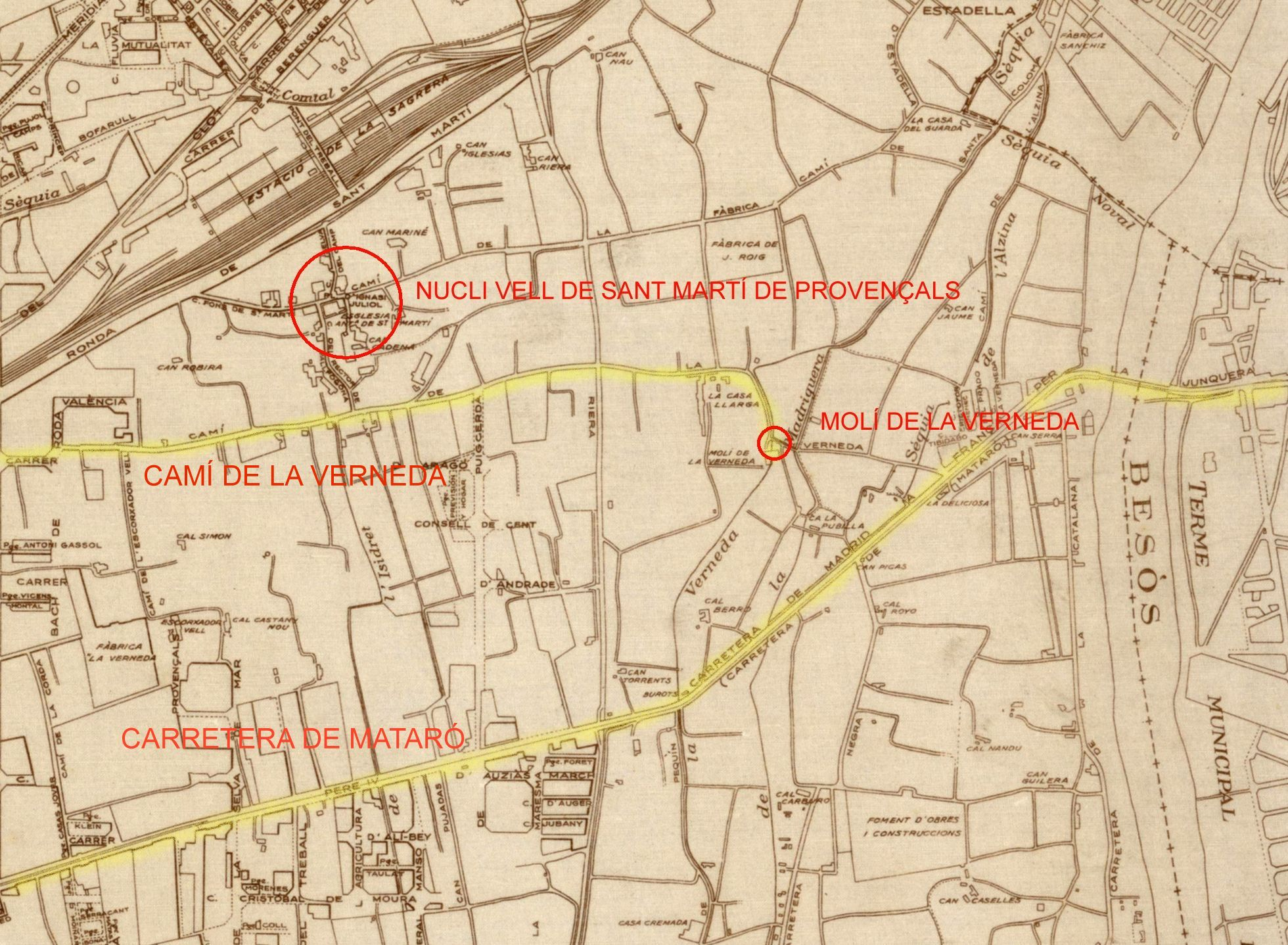
El molí de la Verneda en un mapa del 1935

L'antic molí de la Verneda (també conegut com a molí d'Altafulla i com a molí d'en Rat) va ser una construcció medieval de l'antic municipi de Sant Martí de Provençals (avui ciutat de Barcelona) que va desaparèixer als anys 1960s amb les noves edificacions del barri de la Verneda que van urbanitzar allò que fins aquell moment havia estat un paisatge rural.

## Situació
El molí situat al marge dret del riu Besòs funcionava amb l'aigua que li arribava per la Séquia Madriguera o rec de la Verneda des d'aigües amunt a l'alçada de Santa Coloma de Gramenet.
Es trobava just en el límit amb el municipi de Sant Adrià de Besòs, al final de l'antic Camí de la Verneda que hi arribava des de l'estació del Clot, passada l'antiga Casa Llarga. Avui el situaríem al final de l'actual carrer del Camí de la Verneda a tocar de la Rambla de Guipúscoa (allà on als anys 60 es va edificar la planta de Cobega, productora de la popular Coca-Cola). També tingué accés des de l'antiga Carretera de Mataró (avui carrer de Pere IV)

## Història
Un pergamí escrit en llatí i datat el 21 de desembre del 965 fa referència,  per primera vegada, als dos molins més importants que hi havia al riu Besòs (Bisaucii) es tracta dels molins d'Estadella (Stadolo) i el d'Altafulla (Altofòlia). Un altre document posterior recull la destrucció dels molins després del saqueig d'Almansur (985) però al 996 està documentat que ja tornaven a estar en funcionament.
Gràcies a ser propietats valuoses eren venuts o empenyorats quan els senyors necessitaven diners (cosa que ens ha proporcionat una valuosa documentació)

## El general Manso
Un relat més lligat a la tradició que a la història situa el molí de la Verneda com el lloc on el que seria general Josep Manso i Solà (1785-1863) començà treballant com a mosso en el moment que les tropes napoleòniques assetjaven la ciutat. Anteriorment havia fet de moliner al molí de Santa Creu (Borredà) i Can Villaura (parròquia de Ripoll) 
Segons la llegenda seria a partir d'un assalt al molí quan el moliner decidiria allistar-se com a voluntari esdevenint un actiu guerriller a la Guerra del Francès aconseguint el grau de general i la propietat de l'actual masia de Ca l'Arnó a tocar de l'església de Sant Martí de Provençals.
La llegenda del moliner de la Verneda figura com a Patrimoni Immaterial de tradició oral al registre dels “Mapes del Patrimoni Cultural" de la diputació de Barcelona. 